# Flakbatterie Rüstersiel

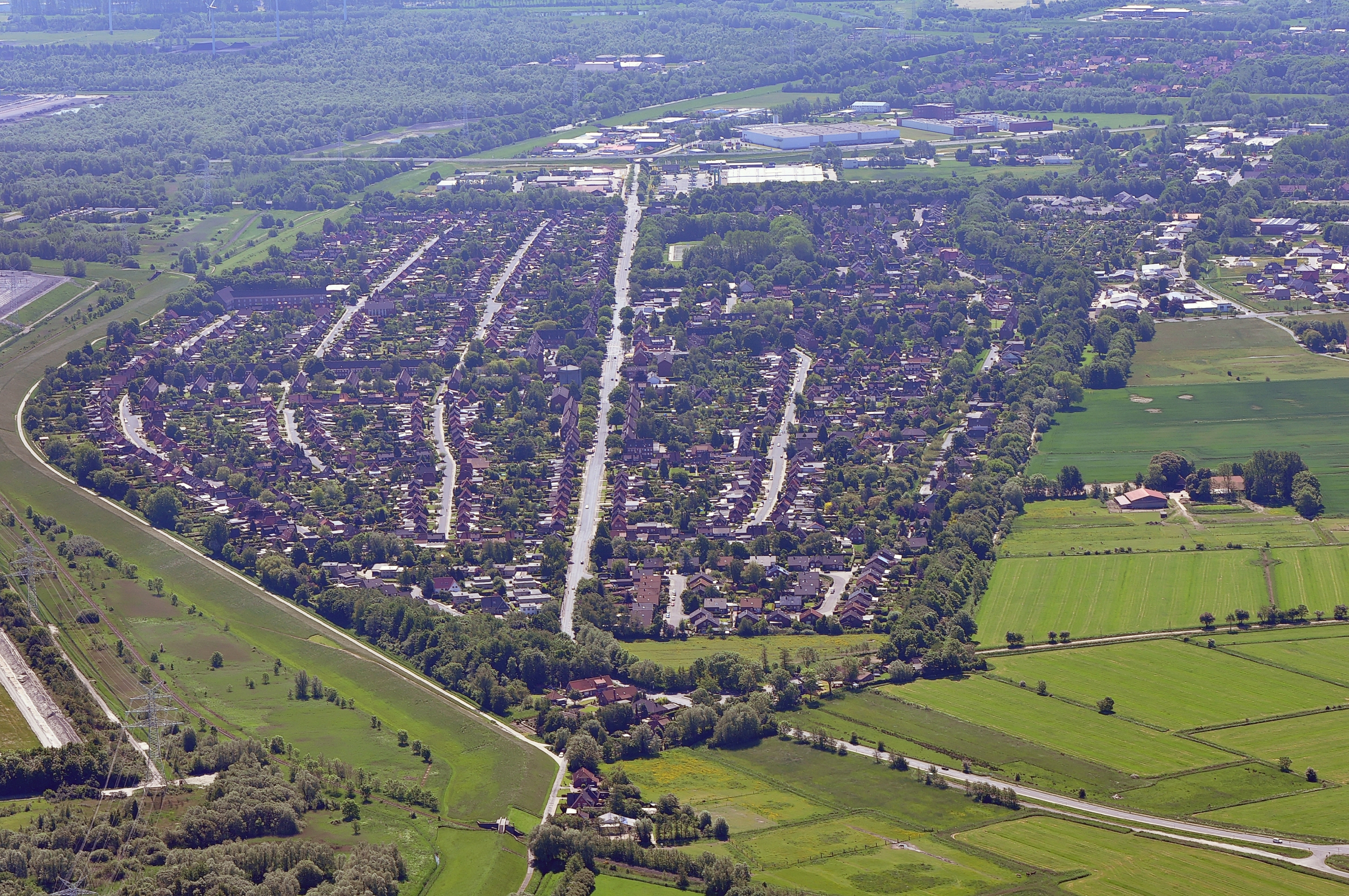
Die Flakbatterie Rüstersiel befand sich auf dem Kniphauser Deich, der als Baumreihe im rechten Bereich dieses Bildes zu erkennen ist. Der genaue Standort war mittig im letzten Abschnitt nach dem Knick des Deiches.

Die schwere Flakbatterie Rüstersiel war im Zweiten Weltkrieg eine verbunkerte Stellung der Marine-Flak im Norden Wilhelmshavens.

## Lage und Aufbau
Die Flakbatterie Rüstersiel befand sich in der Nähe des damaligen Bahnhof Hörn der Vorortbahn Wilhelmshaven. Die Anlage lag im Kniphauser Deich. Zwei Geschütze sowie der Leitstand waren in den Deich eingelassen. Vor und hinter dem Deich war jeweils ein weiteres Geschütz. Die Batterie wurde gegen Tieffliegerangriffe mit zwei 2-cm-Flakgeschützen verteidigt, die die Anlage nach Süden und Norden auf dem Deich absicherten. Die Unterkünfte für Offiziere und Mannschaften wurden in Baracken direkt hinter dem Deich auf der Seite Fedderwardergrodens errichtet.

## Organisatorische Eingliederung

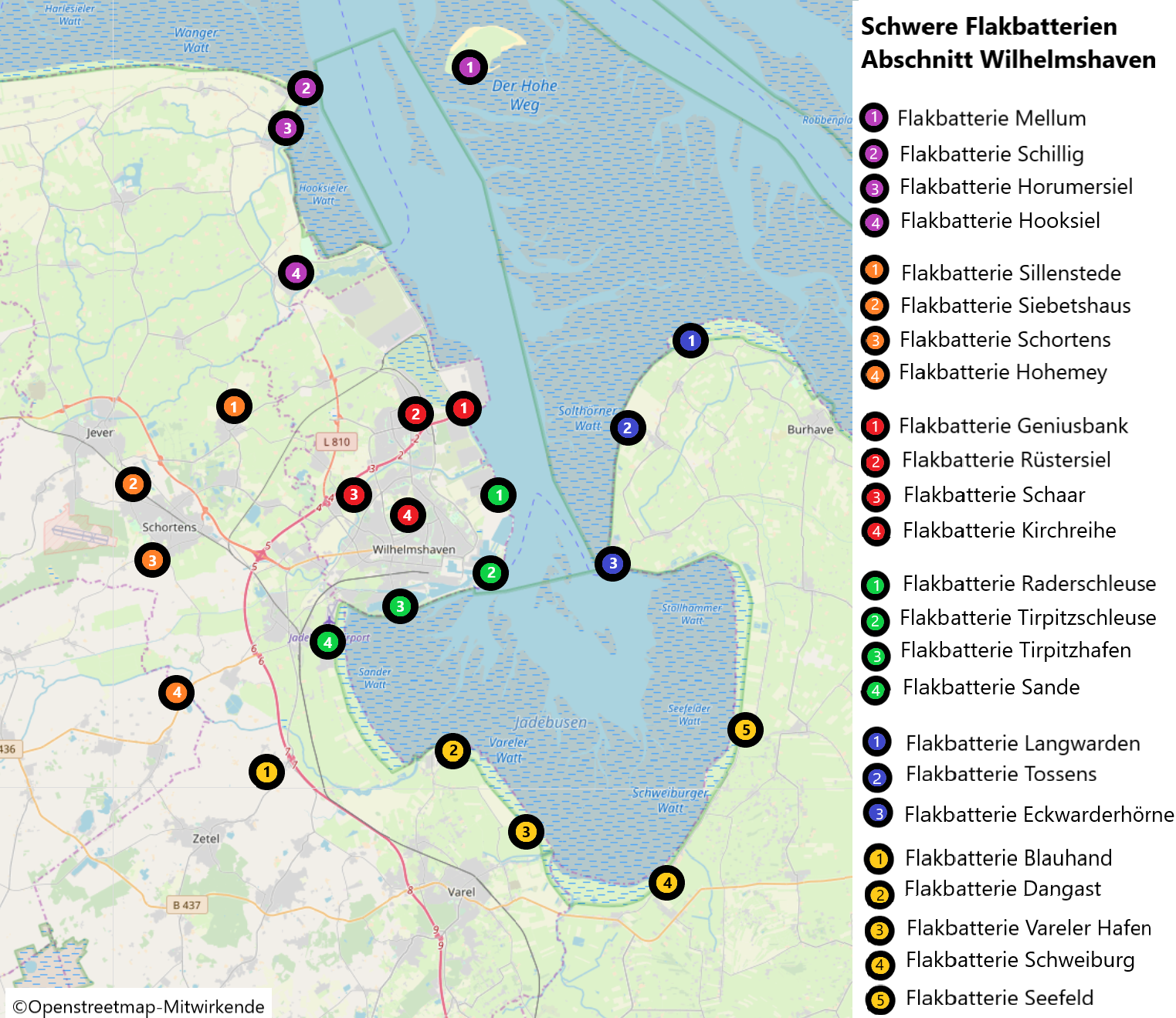
Position der Flakbatterien im Abschnitt Wilhelmshaven

Für die Küstenverteidigung war der Küstenbefehlshaber Deutsche Bucht verantwortlich. Die Batterie gehörte als Teil der II. Marineflakbrigade zum Abschnitt Wilhelmshaven. Die Flakbatterie gehörte zur Marineflakabteilung 212, deren Flakuntergruppenkommando Mitte an der Fortifikationsstraße in Wilhelmshaven lag.

## Geschichte
Die Flakbatterie wurde nach 1933 in einer alten Befestigungsanlage von 1914/18 im Kniphauser Deich eingerichtet. Die Bewaffnung der Anlage bestand aus vier 10,5-cm-Flakgeschützen. Die Geschütze waren im August 1938 während der Besetzung des Sudetenlandes durch die Wehrmacht bereit gemacht worden. Von August 1939 bis August 1944 war die Batterie gefechtsbereit. Da die Batterie Geniusbank mit ihren größeren 12,8-cm-Geschützen den Schusssektor der Rüstersieler Batterie abdecken konnte, wurde die Anlage 1944 aufgegeben. Nachdem die Schwimmende Flakbatterie Medusa bei einem Angriff am 19. April 1945 beschädigt worden war, gab es Planungen die Flakbatterie Rüstersiel mit den Geschützen des Schiffes wieder klar zu machen. Diese Pläne wurden jedoch nicht mehr umgesetzt.

### Nachkriegszeit
Die Mannschaften einiger umliegender Flakbatterien, wie auch die der Medusa, mussten auf Anordnung der Besatzungsmacht ihre intakten Batterien räumen und sich in der dearmierten Rüstersieler Anlage einfinden. Von der Anlage ist heute kaum etwas erhalten. Ein Bunker der Befestigungsanlage von 1914/18 wurde 1982 auf einem Grundstück am Deichdurchstich abgebrochen. Das etwa 250 Meter nördlich gelegene Wirtschaftsgebäude der Batterie existiert noch.